# Danh sách tuyến xe buýt Thành phố Hồ Chí Minh

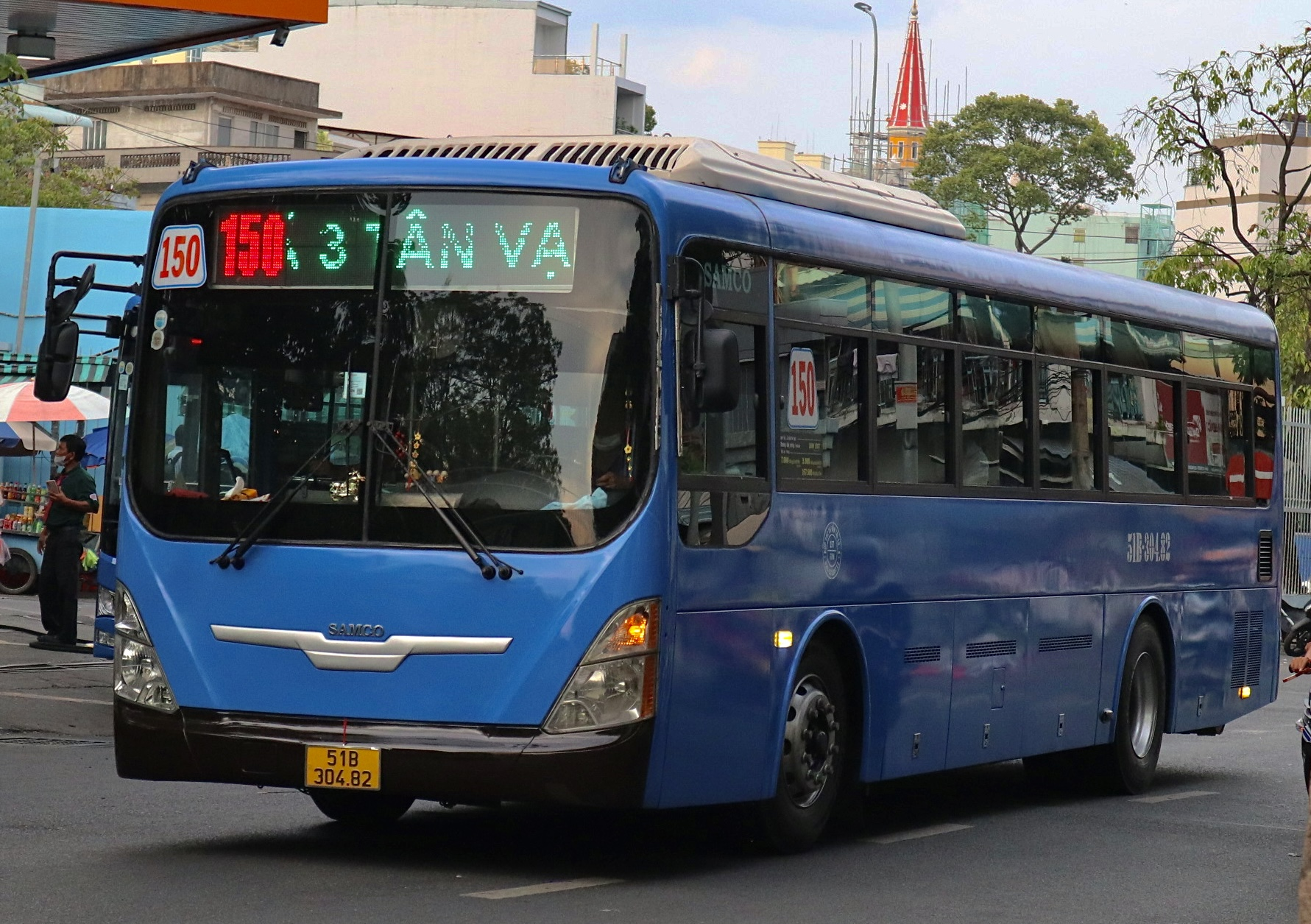
Tuyến xe buýt 150 (BX Chợ Lớn - BX Miền Đông Mới) - Tại TP.HCM hiện đang hoạt động dòng Samco City H.68 CNG

Xe buýt hoạt động trong nội thành Thành phố Hồ Chí Minh được Trung tâm Quản lý Giao thông công cộng Thành phố Hồ Chí Minh điều hành. Danh sách này bao gồm cả các tuyến xe buýt liên tỉnh đến Đồng Nai, Bình Dương, Tây Ninh, Đồng Tháp và Vũng Tàu.

## Các tuyến nội thành
| Số tuyến | Tên tuyến                                                                                         | Tên tuyến                                                            | Tên tuyến                                                                                      | Cự ly    | Thời gian hoạt động | Thời gian chuyến | Tuần suất mỗi chuyến | Loại xe | Đơn vị đảm nhiệm                                               | Hình thức thanh toán              | Ghi chú                                                        | Nguồn       |
| -------- | ------------------------------------------------------------------------------------------------- | -------------------------------------------------------------------- | ---------------------------------------------------------------------------------------------- | -------- | ------------------- | ---------------- | -------------------- | --- | -------------------------------------------------------------- | --------------------------------- | -------------------------------------------------------------- | ----------- |
| 1        | Bến Thành Công trường Mê Linh, Phường Sài Gòn                                                     | ↔                                                                    | Chợ Lớn Bến xe buýt Chợ Lớn A, Phường Bình Tây                                                 | 8,59 km  | 05:00 - 20:15       | 35 phút          | 15 – 18 phút         | Samco City Hi-Class I.47 Samco City Hi-Class I.50                                                                                                   | Công ty TNHH Du lịch, Dịch vụ Xây dựng Bảo Yến (Bao Yen Group) | Tiền mặt Thẻ ngân hàng Ví điện tử | Tuyến xe Hi-Class                                              | [ 2 ]       |
| 3        | Bến Thành Bến xe buýt Sài Gòn, Phường Bến Thành                                                   | ↔                                                                    | Thạnh Xuân Bãi xe Thạnh Xuân 52 Thạnh Xuân 52, Phường Thới An                                  | 20,6 km  | 04:00 - 21:00       | 60 – 65 phút     | 6 – 12 phút          | Kim Long B55 Golden Dragon B55 | Công ty Cổ phần Xe khách Phương Trang (FutaBusLines)           | Tiền mặt FutaPay                  | Tuyến xe Diesel                                                | [ 3 ] [ 4 ] |
| 4        | Bến Thành Bến xe buýt Sài Gòn, Phường Bến Thành                                                   | Cộng Hòa ↔                                                           | Bến xe An Sương Lê Quang Đạo, Xã Bà Điểm                                                       | 16,42 km | 05:00 - 20:15       | 50 – 70 phút     | 8 – 10 phút          | Thaco Garden 79CT Samco City Hi-Class I.47 Samco City Hi-Class I.50                                                                                 | Công ty TNHH Du lịch, Dịch vụ Xây dựng Bảo Yến (Bao Yen Group) | Tiền mặt Thẻ ngân hàng Ví điện tử | Tuyến xe Hi-Class                                              | [ 5 ]       |
| 6        | Chợ Lớn Bến xe buýt Chợ Lớn A, Phường Bình Tây                                                    | ↔                                                                    | Trường Đại học Nông Lâm Đỗ Mười, Phường Linh Xuân                                              | 26,5 km  | 04:55 - 21:00       | 70 phút          | 8 – 15 phút          | Samco City H.68 CNG Samco City Hi-Class H.76 CNG | Công ty Cổ phần Xe khách Sài Gòn (SaigonBus)                   | Tiền mặt Thẻ ngân hàng            | Tuyến xe CNG (Hi-Class)                                        | [ 6 ]       |
| 7        | Chợ Lớn Bến xe buýt Chợ Lớn A, Phường Bình Tây                                                    | ↔                                                                    | Gò Vấp Bãi hậu cần số 1 Phan Văn Trị, Phường An Nhơn                                           | 15,5 km  | 04:00 - 20:00       | 65 phút          | 10 – 20 phút         | Kim Long B55 | Công ty Cổ phần Xe khách Phương Trang (FutaBusLines)           | Tiền mặt FutaPay                  | Tuyến xe Diesel                                                | [ 7 ]       |
| 8        | Bến xe buýt Quận 8 Quốc lộ 50, Phường Bình Đông                                                   | ↔                                                                    | Đại học Quốc gia Bến xe buýt khu A, Đại học Quốc gia Phường Đông Hòa                           | 32,7 km  | 04:40 - 20:30       | 80 – 90 phút     | 3 – 10 phút          | Samco City H.68 CNG | HTX Vận tải Xe buýt Quyết Thắng                                | Tiền mặt                          | Tuyến xe CNG                                                   | [ 8 ]       |
| 9        | Chợ Lớn Bến xe buýt Chợ Lớn A, Phường Bình Tây                                                    | Quốc lộ 1A ↔                                                         | Hưng Long Bãi xe Hưng Long Đoàn Nguyễn Tuấn, Xã Hưng Long                                      | 25 km    | 03:45 - 19:30       | 70 phút          | 8 – 15 phút          | Golden Dragon B55 | Công ty Cổ phần Xe khách Phương Trang (FutaBusLines)           | Tiền mặt FutaPay                  | Tuyến xe Diesel                                                | [ 9 ]       |
| 10       | Đại học Quốc gia Bến xe buýt khu A, Đại học Quốc gia Phường Đông Hòa                              | ↔                                                                    | Bến xe Miền Tây Kinh Dương Vương, Phường An Lạc                                                | 30,85 km | 04:45 - 21:00       | 80 phút          | 15 – 25 phút         | Samco City H.68 CNG Samco City Hi-Class I.51 CNG | Công ty Cổ phần Xe khách Sài Gòn (SaigonBus)                   | Tiền mặt Thẻ ngân hàng            | Tuyến xe CNG (Hi-Class)                                        | [ 10 ]      |
| 13       | Bến Thành Bến xe buýt Sài Gòn, Phường Bến Thành                                                   | ↔                                                                    | Bến xe Củ Chi Phan Văn Khải, Xã Tân An Hội                                                     | 36,3 km  | 04:00 - 19:45       | 80 phút          | 15 – 20 phút         | Samco City I.40 | HTX Vận tải 19/5                                               | Tiền mặt                          | Không trợ giá - Tuyến xe Diesel                                | [ 11 ]      |
| 14       | Bến xe Miền Đông Đinh Bộ Lĩnh, Phường Bình Thạnh                                                  | ↔                                                                    | Bến xe Miền Tây Kinh Dương Vương, Phường An Lạc                                                | 16,4 km  | 04:00 - 20:30       | 60 phút          | 6 – 12 phút          | Kim Long B55 | Công ty Cổ phần Xe khách Phương Trang (FutaBusLines)           | Tiền mặt FutaPay                  | Tuyến xe Diesel                                                | [ 12 ]      |
| 15       | Chợ Phú Định Bãi xe Chợ Phú Định Đường 44 Trương Đình Hội (Phạm Đức Sơn), Phường Phú Định         | ↔                                                                    | Đầm Sen Bãi xe buýt Đầm Sen Hòa Bình, Phường Bình Thới                                         | 17,1 km  | 05:00 - 19:00       | 50 phút          | 20 – 22 phút         | Bahai HC B40 (2013) | HTX Vận tải số 28                                              | Tiền mặt                          | Tuyến xe Diesel                                                | [ 13 ]      |
| 16       | Chợ Lớn Bến xe buýt Chợ Lớn A, Phường Bình Tây                                                    | ↔                                                                    | Bến xe buýt Tân Phú Trường Chinh, Phường Tây Thạnh                                             | 16,8 km  | 05:00 - 19:00       | 55 phút          | 12 – 20 phút         | Golden Dragon B55 | Công ty Cổ phần Xe khách Phương Trang (FutaBusLines)           | Tiền mặt FutaPay                  | Tuyến xe Diesel                                                | [ 14 ]      |
| 18       | Bến Thành Bến xe buýt Sài Gòn, Phường Bến Thành                                                   | ↔                                                                    | Chợ Hiệp Thành Bến xe buýt Hiệp Thành Hiệp Thành 17, Phường Tân Thới Hiệp                      | 22,73 km | 04:30 - 22:00       | 75 phút          | 8 – 15 phút          | Kim Long B60 EV | Công ty Cổ phần Xe khách Phương Trang (FutaBusLines)           | Tiền mặt FutaPay                  | Tuyến xe điện                                                  | [ 15 ]      |
| 19       | Bến Thành Bến xe buýt Sài Gòn, Phường Bến Thành                                                   | Khu chế xuất Linh Trung ↔                                            | Đại học Quốc gia Bến xe buýt khu A, Đại học Quốc gia Phường Đông Hòa                           | 27,43 km | 05:00 - 20:15       | 80 phút          | 8 – 12 phút          | Foton AUV B75 CNG Vinfast Bluebus 10 | HTX Vận tải 19/5                                               | Tiền mặt                          | Tuyến xe CNG và xe điện                                        | [ 16 ]      |
| 20       | Bến Thành Bến xe buýt Sài Gòn, Phường Bến Thành                                                   | ↔                                                                    | Nhà Bè Bến xe buýt Bình Khánh Huỳnh Tấn Phát, Xã Nhà Bè                                        | 16,93 km | 04:20 - 21:15       | 50 phút          | 5 – 17 phút          | Samco City D.65 | Công ty Cổ phần Vận tải 26                                     | Tiền mặt Thẻ ngân hàng            | Tuyến xe Diesel                                                | [ 17 ]      |
| 22       | Bến xe buýt Quận 8 Quốc lộ 50, Phường Bình Đông                                                   | ↔                                                                    | Khu công nghiệp Lê Minh Xuân Trần Đại Nghĩa, Xã Bình Lợi                                       | 22,75 km | 04:20 - 19:00       | 65 phút          | 12 – 26 phút         | Samco City I.47 | HTX Vận tải Liên tỉnh & Du lịch Việt Thắng                     | Tiền mặt Thẻ ngân hàng Ví điện tử | Tuyến xe Diesel                                                | [ 18 ]      |
| 23       | Chợ Lớn Bến xe buýt Chợ Lớn B, Phường Bình Tây                                                    | Ngã 3 Giồng ↔                                                        | Cầu Lớn Bến xe buýt Cầu Lớn Nguyễn Văn Bứa, Xã Xuân Thới Sơn                                   | 23,45 km | 04:00 - 20:30       | 75 phút          | 10 – 15 phút         | Kim Long B60 EV | Công ty Cổ phần Xe khách Phương Trang (FutaBusLines)           | Tiền mặt FutaPay                  | Tuyến xe điện                                                  | [ 19 ]      |
| 24       | Bến xe Miền Đông Đinh Bộ Lĩnh, Phường Bình Thạnh                                                  | ↔                                                                    | Hóc Môn Bến xe buýt Hóc Môn Lê Quang Đạo, Xã Xuân Thới Sơn                                     | 27,2 km  | 04:00 - 20:30       | 75 phút          | 5 – 12 phút          | Kim Long B60 EV | Công ty Cổ phần Xe khách Phương Trang (FutaBusLines)           | Tiền mặt FutaPay                  | Tuyến xe điện                                                  | [ 20 ]      |
| 25       | Bến xe buýt Quận 8 Quốc lộ 50, Phường Bình Đông                                                   | ↔                                                                    | Khu dân cư Vĩnh Lộc A Bãi xe khu dân cư Vĩnh Lộc A Huyện Bình Chánh                            | 22,3 km  | 04:30 - 21:00       | 60 phút          | 10 – 20 phút         | Kim Long B60 EV | Công ty Cổ phần Xe khách Phương Trang (FutaBusLines)           | Tiền mặt FutaPay                  | Tuyến xe điện                                                  | [ 21 ]      |
| 27       | Bến xe buýt Sài Gòn Phường Bến Thành                                                              | Âu Cơ ↔                                                              | Bến xe An Sương Lê Quang Đạo, Xã Bà Điểm                                                       | 15,6 km  | 05:00 - 20:00       | 55 – 65 phút     | 8 – 14 phút          | Samco City H.68 CNG | Công ty Cổ phần Xe khách Sài Gòn (SaigonBus)                   | Tiền mặt Thẻ ngân hàng            | Tuyến xe CNG                                                   | [ 22 ]      |
| 28       | Bến xe buýt Sài Gòn Phường Bến Thành                                                              | ↔                                                                    | Chợ Xuân Thới Thượng Bãi xe Chợ Xuân Thới Thượng Xuân Thới Thượng 17, Xã Bà Điểm               | 26,45 km | 04:45 - 20:30       | 80 phút          | 10 – 15 phút         | Kim Long B30 EV | Công ty Cổ phần Xe khách Phương Trang (FutaBusLines)           | Tiền mặt FutaPay                  | Tuyến xe điện                                                  | [ 23 ]      |
| 29       | Phà Cát Lái Bãi xe bến phà Cát Lái Đường A, Phường Cát Lái                                        | ↔                                                                    | Chợ nông sản Thủ Đức Bãi xe Chợ nông sản Thủ Đức Đỗ Mười, Phường Tam Bình                      | 20,75 km | 05:00 - 19:30       | 70 phút          | 8 – 15 phút          | Golden Dragon B55 | Công ty Cổ phần Xe khách Phương Trang (FutaBusLines)           | Tiền mặt FutaPay                  | Tuyến xe Diesel                                                | [ 24 ]      |
| 30       | Cư xá Nhiêu Lộc Lê Thúc Hoạch, Phường Phú Thọ Hòa                                                 | ↔                                                                    | Bến xe buýt Văn Thánh Nguyễn Văn Thương, Phường Thạnh Mỹ Tây                                   | 18,30 km | 05:00 - 22:00       | 50 phút          | 10 – 20 phút         | Kim Long B60 EV | Công ty Cổ phần Xe khách Phương Trang (FutaBusLines)           | Tiền mặt FutaPay                  | Tuyến xe điện                                                  | [ 25 ]      |
| 31       | Đại học Tôn Đức Thắng Nguyễn Hữu Thọ, Phường Tân Hưng                                             | Bến Thành ↔                                                          | Đại học Văn Lang Công viên Đặng Thùy Trâm Đặng Thùy Trâm, Phường Bình Lợi Trung                | 21,27 km | 05:00 - 22:00       | 80 phút          | 10 – 20 phút         | Kim Long B60 EV | Công ty Cổ phần Xe khách Phương Trang (FutaBusLines)           | Tiền mặt FutaPay                  | Tuyến xe điện                                                  | [ 26 ]      |
| 32       | Bến xe Miền Tây Kinh Dương Vương, Phường An Lạc                                                   | ↔                                                                    | Bến xe Ngã tư Ga Đỗ Mười, Phường An Phú Đông                                                   | 24,8 km  | 04:00 - 19:30       | 80 phút          | 9 – 15 phút          | Samco City I.51 CNG | HTX Vận tải Liên tỉnh & Du lịch Việt Thắng                     | Tiền mặt Thẻ ngân hàng Ví điện tử | Tuyến xe CNG                                                   | [ 27 ]      |
| 33       | Bến xe An Sương Lê Quang Đạo, Xã Bà Điểm                                                          | Suối Tiên ↔                                                          | Đại học Quốc gia Bến xe buýt khu A, Đại học Quốc gia Phường Đông Hòa                           | 25 km    | 04:30 - 22:00       | 50 phút          | 4 – 20 phút          | Samco City H.68 CNG | Công Ty TNHH Dịch Vụ Vận Tải Sinh Thái Vinbus                  | Tiền mặt Thẻ ngân hàng            | Tuyến xe CNG                                                   | [ 28 ]      |
| 34       | Bến Thành Bến xe buýt Sài Gòn, Phường Bến Thành                                                   | ↔                                                                    | Bến xe buýt Quận 8 Quốc lộ 50, Phường Bình Đông                                                | 22,05 km | 04:45 - 22:00       | 60 phút          | 10 – 20 phút         | Kim Long B30 EV | Công ty Cổ phần Xe khách Phương Trang (FutaBusLines)           | Tiền mặt FutaPay                  | Tuyến xe điện                                                  | [ 29 ]      |
| 36       | Bến Thành Bến xe buýt Sài Gòn, Phường Bến Thành                                                   | ↔                                                                    | Thới An Bến xe buýt Thới An Lê Văn Khương, Phường Thới An                                      | 18,97 km | 04:45 - 22:00       | 70 phút          | 8 – 15 phút          | Kim Long B60 EV | Công ty Cổ phần Xe khách Phương Trang (FutaBusLines)           | Tiền mặt FutaPay                  | Tuyến xe điện                                                  | [ 30 ]      |
| 38       | Khu dân cư Tân Quy Nguyễn Thị Thập, Tân Hưng                                                      | Bến Thành ↔                                                          | Đầm Sen Bãi xe buýt Đầm Sen Hòa Bình, Phường Bình Thới                                         | 16,57 km | 05:15 - 19:00       | 60 – 65 phút     | 12 – 17 phút         | Samco City I.47 | Công ty Cổ phần Xe khách Sài Gòn (SaigonBus)                   | Tiền mặt Thẻ ngân hàng            | Tuyến xe Diesel                                                | [ 31 ]      |
| 39       | Bến Thành Bến xe buýt Sài Gòn, Phường Bến Thành                                                   | Võ Văn Kiệt ↔                                                        | Bến xe Miền Tây Kinh Dương Vương, Phường An Lạc                                                | 17,57 km | 05:00 - 22:00       | 55 phút          | 10 – 20 phút         | Kim Long B30 EV | Công ty Cổ phần Xe khách Phương Trang (FutaBusLines)           | Tiền mặt FutaPay                  | Tuyến xe điện                                                  | [ 32 ]      |
| 41       | Bến xe Miền Tây Kinh Dương Vương, Phường An Lạc                                                   | Ngã 4 Bốn Xã ↔                                                       | Bến xe An Sương Lê Quang Đạo, Xã Bà Điểm                                                       | 22,15 km | 05:00 - 19:20       | 60 phút          | 10 – 15 phút         | Golden Dragon B55 | Công ty Cổ phần Xe khách Phương Trang (FutaBusLines)           | Tiền mặt FutaPay                  | Tuyến xe Diesel                                                | [ 33 ]      |
| 43       | Bến xe Miền Đông Đinh Bộ Lĩnh, Phường Bình Thạnh                                                  | ↔                                                                    | Phà Cát Lái Bãi xe bến phà Cát Lái Đường A, Phường Cát Lái                                     | 15,8 km  | 05:00 - 19:00       | 50 – 55 phút     | 14 – 16 phút         | Samco City Hi-Class I.40 | Công ty TNHH Du lịch, Dịch vụ Xây dựng Bảo Yến (Bao Yen Group) | Tiền mặt Thẻ ngân hàng Ví điện tử | Tuyến xe Hi-Class                                              | [ 34 ]      |
| 44       | Cảng Quận 4 Bến xe buýt Kho Muối Tôn Thất Thuyết, Phường Vĩnh Hội                                 | ↔                                                                    | Bình Quới Bãi xe bến đò Bình Quới Bình Quới, Phường Bình Qưới                                  | 16,65 km | 05:00 - 22:00       | 60 phút          | 10 – 20 phút         | Kim Long B30 EV | Công ty Cổ phần Xe khách Phương Trang (FutaBusLines)           | Tiền mặt FutaPay                  | Tuyến xe điện                                                  | [ 35 ]      |
| 45       | Đại học Kinh tế Nguyễn Văn Linh, Xã Bình Hưng                                                     | Bến Thành ↔                                                          | Bến xe Miền Đông Đinh Bộ Lĩnh, Phường Bình Thạnh                                               | 22,3 km  | 04:45 - 20:00       | 65 – 80 phút     | 10 – 15 phút         | Samco City H.68 CNG | Công ty Cổ phần Xe khách Sài Gòn (SaigonBus)                   | Tiền mặt Thẻ ngân hàng            | Tuyến xe CNG                                                   | [ 36 ]      |
| 46       | Cảng Quận 4 Bến xe buýt Kho Muối Tôn Thất Thuyết, Phường Vĩnh Hội                                 | ↔                                                                    | Bến Mễ Cốc Bãi xe Bến Mễ Cốc Lưu Hữu Phước, Phường Phú Định                                    | 19,75 km | 05:00 - 19:00       | 65 phút          | 12 – 15 phút         | Kim Long B30 EV | Công ty Cổ phần Xe khách Phương Trang (FutaBusLines)           | Tiền mặt FutaPay                  | Tuyến xe điện                                                  | [ 37 ]      |
| 47       | Chợ Lớn Bến xe buýt Chợ Lớn A, Phường Bình Tây                                                    | Quốc lộ 50 ↔                                                         | Hưng Long Bãi xe Hưng Long Đoàn Nguyễn Tuấn, Xã Hưng Long                                      | 17,3 km  | 04:00 - 19:00       | 50 phút          | 10 – 14 phút         | Golden Dragon B55 | Công ty Cổ phần Xe khách Phương Trang (FutaBusLines)           | Tiền mặt FutaPay                  | Tuyến xe Diesel                                                | [ 38 ]      |
| 48       | Bến xe buýt Tân Phú Trường Chinh, Phường Tây Thạnh                                                | ↔                                                                    | Chợ Hiệp Thành Bến xe buýt Hiệp Thành Hiệp Thành 17, Phường Tân Thới Hiệp                      | 21 km    | 04:30 - 20:00       | 55 phút          | 10 – 20 phút         | Kim Long B30 EV | Công ty Cổ phần Xe khách Phương Trang (FutaBusLines)           | Tiền mặt FutaPay                  | Tuyến xe điện                                                  | [ 39 ]      |
| 50       | Đại học Bách khoa Tô Hiến Thành, Phường Diên Hồng                                                 | ↔                                                                    | Đại học Quốc gia Bến xe buýt khu A, Đại học Quốc gia Phường Đông Hòa                           | 28,6 km  | 05:30 - 18:30       | 65 phút          | 15 – 25 phút         | Samco City I.51 CNG | Công ty Cổ phần Xe khách Sài Gòn (SaigonBus)                   | Tiền mặt Thẻ ngân hàng            | Tuyến không hoạt động vào các ngày nghỉ lễ, tết (Tuyến xe CNG) | [ 40 ]      |
| 52       | Bến Thành Bến xe buýt Sài Gòn, Phường Bến Thành                                                   | ↔                                                                    | Đại học Quốc gia Bến xe buýt khu A, Đại học Quốc gia Phường Đông Hòa                           | 22,53 km | 05:10 - 18:15       | 70 phút          | 10 - 30 phút         | Samco City I.47 | Công ty Cổ phần Xe khách Sài Gòn (SaigonBus)                   | Tiền mặt Thẻ ngân hàng            | Tuyến không hoạt động vào các ngày nghỉ lễ, tết (Tuyến xe CNG) | [ 41 ]      |
| 53       | Lê Hồng Phong Bãi xe đường Lê Hồng Phong, Phường Chợ Quán                                         | ↔                                                                    | Đại học Quốc gia Bến xe buýt khu B, Đại học Quốc gia Phường Đông Hòa                           | 32,8 km  | 05:00 - 19:30       | 75 phút          | 4 – 14 phút          | 1-5auto NewCity B55 CNG | HTX Vận tải Xe buýt Quyết Thắng                                | Tiền mặt                          | Tuyến xe CNG                                                   | [ 42 ]      |
| 55       | Công viên phần mềm Quang Trung Bãi xe Công viên phần mềm Quang Trung Đỗ Mười, Phường Trung Mỹ Tây | ↔                                                                    | Bến xe buýt Văn Thánh Nguyễn Văn Thương, Phường Thạnh Mỹ Tây                                   | 16,8 km  | 05:00 - 22:00       | 45 phút          | 6 – 15 phút          | Kim Long B60 EV | Công ty Cổ phần Xe khách Phương Trang (FutaBusLines)           | Tiền mặt FutaPay                  | Tuyến xe điện                                                  | [ 43 ]      |
| 56       | Chợ Lớn Bến xe buýt Chợ Lớn A, Phường Bình Tây                                                    | Bến Thành ↔                                                          | Bến xe Miền Đông mới Quốc lộ 1A, Phường Long Bình                                              | 29,35 km | 05:00 - 21:00       | 80 phút          | 5 – 13 phút          | 1-5auto NewCity B55 | HTX Vận tải Xe buýt Quyết Thắng                                | Tiền mặt                          | Tuyến xe Diesel                                                | [ 44 ]      |
| 57       | Chợ Phước Bình Trường trung cấp nghề TP.HCM cơ sở III Đại lộ 3, Phường Phước Long                 | ↔                                                                    | Trường THPT Hiệp Bình Hiệp Bình, Phường Hiệp Bình                                              | 13,1 km  | 05:00 - 18:30       | 42 phút          | 13 – 20 phút         | Golden Dragon B55 | Công ty Cổ phần Xe khách Phương Trang (FutaBusLines)           | Tiền mặt FutaPay                  | Tuyến xe Diesel                                                | [ 45 ]      |
| 58       | Bến xe Ngã tư Ga Đỗ Mười, Phường An Phú Đông                                                      | ↔                                                                    | Khu Công nghiệp Đông Nam Tỉnh lộ 8, Xã Bình Mỹ                                                 | 20,8 km  | 04:45 - 21:00       | 60 phút          | 10 – 20 phút         | Kim Long B30 EV | Công ty Cổ phần Xe khách Phương Trang (FutaBusLines)           | Tiền mặt FutaPay                  | Tuyến xe điện                                                  | [ 46 ]      |
| 59       | Bến xe buýt Quận 8 Quốc lộ 50, Phường Bình Đông                                                   | ↔                                                                    | Bến xe Ngã tư Ga Đỗ Mười, Phường An Phú Đông                                                   | 23,7 km  | 04:50 - 19:00       | 87 phút          | 9 – 17 phút          | Samco City I.47 Samco City I.51 | Công ty Cổ phần vận tải thành phố (Citranco)                   | Tiền mặt Thẻ ngân hàng Ví điện tử | Tuyến xe Diesel                                                | [ 47 ]      |
| 61       | Chợ Lớn Bến xe buýt Chợ Lớn B, Phường Bình Tây                                                    | ↔                                                                    | Khu công nghiệp Lê Minh Xuân Trần Đại Nghĩa, Xã Bình Lợi                                       | 17,73 km | 04:45 - 19:00       | 50 phút          | 12 – 15 phút         | Golden Dragon B55 | Công ty Cổ phần Xe khách Phương Trang (FutaBusLines)           | Tiền mặt FutaPay                  | Tuyến xe Diesel                                                | [ 48 ]      |
| 62       | Bến xe buýt Quận 8 Quốc lộ 50, Phường Bình Đông                                                   | ↔                                                                    | Thới An Bến xe buýt Thới An Lê Văn Khương, Phường Thới An                                      | 24 km    | 05:00 - 19:00       | 75 – 85 phút     | 12 – 18 phút         | Samco City I.47 | Công ty Cổ phần Xe khách Sài Gòn (SaigonBus)                   | Tiền mặt Thẻ ngân hàng            | Tuyến xe Diesel                                                | [ 49 ]      |
| 64       | Bến xe Miền Đông Đinh Bộ Lĩnh, Phường Bình Thạnh                                                  | ↔                                                                    | Đầm Sen Bãi xe buýt Đầm Sen Hòa Bình, Phường Bình Thới                                         | 18 km    | 05:30 - 19:00       | 55 – 65 phút     | 15 – 18 phút         | Samco City I.47 | Công ty Cổ phần Xe khách Sài Gòn (SaigonBus)                   | Tiền mặt Thẻ ngân hàng            | Tuyến xe Diesel                                                | [ 50 ]      |
| 65       | Bến Thành Bến xe buýt Sài Gòn, Phường Bến Thành                                                   | Cách Mạng Tháng 8 ↔                                                  | Bến xe An Sương Lê Quang Đạo, Xã Bà Điểm                                                       | 16,3 km  | 04:45 - 20:45       | 50 – 70 phút     | 10 – 15 phút         | Samco Hi-Class I.50 | Công ty TNHH Du lịch, Dịch vụ Xây dựng Bảo Yến (Bao Yen Group) | Tiền mặt Thẻ ngân hàng Ví điện tử | Tuyến xe Hi-Class                                              | [ 51 ]      |
| 67       | Bến xe Miền Đông Đinh Bộ Lĩnh, Phường Bình Thạnh                                                  | ↔                                                                    | Bến xe Miền Đông mới Quốc lộ 1A, Phường Long Bình                                              | 19,2 km  | 03:00 - 22:45       | 50 phút          | 30 – 45 phút         | Kim Long B30 EV | Công ty Cổ phần Xe khách Phương Trang (FutaBusLines)           | Tiền mặt FutaPay                  | Không trợ giá Tuyến xe điện                                    | [ 52 ]      |
| 68       | Chợ Lớn Bến xe buýt Chợ Lớn B, Phường Bình Tây                                                    | ↔                                                                    | Đại học Tài chính - Marketing Ngô Thị Nhạn, Phường Tân Thuận                                   | 20,15 km | 05:00 - 19:00       | 65 phút          | 12 – 20 phút         | Golden Dragon B55 | Công ty Cổ phần Xe khách Phương Trang (FutaBusLines)           | Tiền mặt FutaPay                  | Tuyến xe Diesel                                                | [ 53 ]      |
| 69       | Bến Thành Bến xe buýt Sài Gòn, Phường Bến Thành                                                   | ↔                                                                    | Khu dân cư Vĩnh Lộc Trường Trí Tuệ Việt Đường số 3, Phường Bình Tân                            | 22,45 km | 05:00 - 20:00       | 85 phút          | 12 – 22 phút         | Samco City I.51 | Công ty Cổ phần vận tải thành phố (Citranco)                   | Tiền mặt Thẻ ngân hàng Ví điện tử | Tuyến xe Diesel                                                | [ 54 ]      |
| 70       | Tân Quy Bến xe buýt Tân Quy Tỉnh lộ 8, Xã Bình Mỹ                                                 | ↔                                                                    | Bến Súc Bến xe buýt Bến Súc Tỉnh lộ 15, Xã An Nhơn Tây                                         | 25,55 km | 04:00 - 20:20       | 60 phút          | 15 – 20 phút         | Samco City I.40 | HTX Vận tải 19/5                                               | Tiền mặt                          | Tuyến xe Diesel                                                | [ 55 ]      |
| 71       | Bến xe An Sương Lê Quang Đạo, Xã Bà Điểm                                                          | ↔                                                                    | Phật Cô Đơn Bãi xe Phật Cô Đơn Mai Bá Hương, Xã Bình Lợi                                       | 24,2 km  | 05:00 - 20:30       | 65 phút          | 10 – 20 phút         | Kim Long B30 EV | Công ty Cổ phần Xe khách Phương Trang (FutaBusLines)           | Tiền mặt FutaPay                  | Tuyến xe điện                                                  | [ 56 ]      |
| 72       | Bến Thành Bến xe buýt Sài Gòn, Phường Bến Thành                                                   | ↔                                                                    | Hiệp Phước Bãi xe buýt Cầu Kênh Lộ Nguyễn Văn Tạo, Xã Hiệp Phước                               | 21,6 km  | 04:40 - 19:15       | 55 phút          | 7 – 14 phút          | Samco City I.47 Samco City I.51 | Công ty Cổ phần vận tải thành phố (Citranco)                   | Tiền mặt Thẻ ngân hàng Ví điện tử | Tuyến xe Diesel                                                | [ 57 ]      |
| 73       | Chợ Bình Chánh Quốc lộ 1A, Xã Bình Chánh                                                          | ↔                                                                    | Khu công nghiệp Lê Minh Xuân Trần Đại Nghĩa, Xã Bình Lợi                                       | 22,35 km | 04:30 - 19:00       | 60 phút          | 14 – 17 phút         | Golden Dragon B55 | Công ty Cổ phần Xe khách Phương Trang (FutaBusLines)           | Tiền mặt FutaPay                  | Tuyến xe Diesel                                                | [ 58 ]      |
| 74       | Bến xe An Sương Lê Quang Đạo, Xã Bà Điểm                                                          | ↔                                                                    | Bến xe Củ Chi Phan Văn Khải, Xã Tân An Hội                                                     | 21,85 km | 03:30 - 21:00       | 45 phút          | 6 – 15 phút          | Samco City I.51 CNG | HTX Vận tải Liên tỉnh & Du lịch Việt Thắng                     | Tiền mặt Thẻ ngân hàng Ví điện tử | Tuyến xe CNG                                                   | [ 59 ]      |
| 75       | Bến xe buýt Sài Gòn Phường Bến Thành                                                              | ↔                                                                    | Cần Giờ Bến xe buýt Cần Giờ Đào Cử, Xã Cần Giờ                                                 | 63,5 km  | 04:00 - 17:20       | 140 phút         | 90 – 210 phút        | Bahai HC B40 (2014/2016) | HTX Vận tải số 26                                              | Tiền mặt                          | Không trợ giá                                                  | [ 60 ]      |
| 76       | Long Phước Đầu bến Hẻm 813 Long Phước, Phường Long Phước                                          | ↔                                                                    | Bến xe Miền Đông mới Quốc lộ 1A, Phường Long Bình                                              | 23,8 km  | 04:45 - 22:00       | 60 phút          | 8 – 20 phút          | Kim Long B30 EV | Công ty Cổ phần Xe khách Phương Trang (FutaBusLines)           | Tiền mặt FutaPay                  | Tuyến xe điện                                                  | [ 61 ]      |
| 77       | Đồng Hòa Đầu bến Đồng Hòa Duyên Hải, Xã Cần Giờ                                                   | ↔                                                                    | Cần Thạnh Bến xe buýt Cần Giờ Đào Cử, Xã Cần Giờ                                               | 16,3 km  | 05:00 - 20:00       | 35 phút          | 10 – 30 phút         | Kim Long B30 | Công ty Cổ phần Xe khách Phương Trang (FutaBusLines)           | Tiền mặt FutaPay                  | Tuyến xe Diesel                                                | [ 62 ]      |
| 78       | Thới An Bến xe buýt Thới An Lê Văn Khương, Phường Thới An                                         | Ngã 3 Giồng ↔                                                        | Cầu Lớn Bến xe buýt Cầu Lớn Nguyễn Văn Bứa, Xã Xuân Thới Sơn                                   | 18,5 km  | 05:00 - 20:00       | 60 phút          | 15 – 20 phút         | Golden Dragon B55 | Công ty Cổ phần Xe khách Phương Trang (FutaBusLines)           | Tiền mặt FutaPay                  | Tuyến xe Diesel                                                | [ 63 ]      |
| 79       | Bến xe Củ Chi Phan Văn Khải, Xã Tân An Hội                                                        | ↔                                                                    | Đền Bến Dược Đầu bến Bến Dược Tỉnh lộ 15, Xã An Nhơn Tây                                       | 25 km    | 05:00 - 20:00       | 45 phút          | 15 – 30 phút         | Golden Dragon B55 | Công ty Cổ phần Xe khách Phương Trang (FutaBusLines)           | Tiền mặt FutaPay                  | Tuyến xe Diesel                                                | [ 64 ]      |
| 81       | Chợ Lớn Bến xe buýt Chợ Lớn A, Phường Bình Tây                                                    | ↔                                                                    | Lê Minh Xuân Đối diện Văn phòng HTX Quyết Thắng Vườn Thơm, Xã Bình Lợi                         | 22,4 km  | 04:15 - 19:50       | 65 phút          | 5 – 10 phút          | Samco City I.47 | HTX Vận tải Liên tỉnh & Du lịch Việt Thắng                     | Tiền mặt Thẻ ngân hàng Ví điện tử | Tuyến xe Diesel                                                | [ 65 ]      |
| 84       | Chợ Lớn Bến xe buýt Chợ Lớn B, Phường Bình Tây                                                    | ↔                                                                    | Tân Túc Nguyễn Hữu Trí, Xã Tân Nhựt                                                            | 17,3 km  | 04:40 - 19:30       | 47 phút          | 12 – 20 phút         | Golden Dragon B55 | Công ty Cổ phần Xe khách Phương Trang (FutaBusLines)           | Tiền mặt FutaPay                  | Tuyến xe Diesel                                                | [ 66 ]      |
| 85       | Bến xe An Sương Lê Quang Đạo, Xã Bà Điểm                                                          | ↔                                                                    | Khu công nghiệp Nhị Xuân Nguyễn Văn Bứa, Xã Xuân Thới Sơn                                      | 14,86 km | 04:35 - 20:30       | 35 phút          | 10 – 20 phút         | Kim Long B55 | Công ty Cổ phần Xe khách Phương Trang (FutaBusLines)           | Tiền mặt FutaPay                  | Tuyến xe Diesel                                                | [ 67 ]      |
| 87       | Bến xe Củ Chi Phan Văn Khải, Xã Tân An Hội                                                        | ↔                                                                    | An Nhơn Tây Bến xe buýt An Nhơn Tây Tỉnh lộ 15, Xã An Nhơn Tây                                 | 20,8 km  | 05:00 - 20:30       | 40 phút          | 10 – 20 phút         | Kim Long B30 EV | Công ty Cổ phần Xe khách Phương Trang (FutaBusLines)           | Tiền mặt FutaPay                  | Tuyến xe điện                                                  | [ 68 ]      |
| 88       | Bến Thành Bến xe buýt Sài Gòn, Phường Bến Thành                                                   | ↔                                                                    | Chợ Long Phước Đầu bến Chợ Long Phước Long Phước, Phường Long Phước                            | 23,6 km  | 04:45 - 22:00       | 65 phút          | 6 – 15 phút          | Kim Long B60 EV | Công ty Cổ phần Xe khách Phương Trang (FutaBusLines)           | Tiền mặt FutaPay                  | Tuyến xe điện                                                  | [ 69 ]      |
| 89       | Trường Đại học Nông Lâm Đỗ Mười, Phường Linh Xuân                                                 | ↔                                                                    | Bến tàu Hiệp Bình Chánh Bến Tàu thủy Hiệp Bình Chánh Đường số 10, Phường Hiệp Bình             | 16,2 km  | 05:00 - 22:00       | 55 phút          | 10 – 20 phút         | Kim Long B60 EV | Công ty Cổ phần Xe khách Phương Trang (FutaBusLines)           | Tiền mặt FutaPay                  | Tuyến xe điện                                                  | [ 70 ]      |
| 90       | Phà Bình Khánh Đầu bến phà Bình Khánh Rừng Sác, Xã Bình Khánh                                     | ↔                                                                    | Cần Thạnh Bến xe buýt Cần Giờ Đào Cử, Xã Cần Giờ                                               | 45,6 km  | 04:30 - 20:00       | 75 phút          | 6 – 20 phút          | Kim Long B55 | Công ty Cổ phần Xe khách Phương Trang (FutaBusLines)           | Tiền mặt FutaPay                  | Tuyến xe Diesel                                                | [ 71 ]      |
| 91       | Bến xe Miền Tây Kinh Dương Vương, Phường An Lạc                                                   | ↔                                                                    | Chợ nông sản Thủ Đức Bãi xe Chợ nông sản Thủ Đức Đỗ Mười, Phường Tam Bình                      | 25,1 km  | 04:30 - 21:00       | 80 phút          | 15 – 30 phút         | Samco City I.47 | Công ty Cổ phần Xe khách Sài Gòn (SaigonBus)                   | Tiền mặt Thẻ ngân hàng            | Tuyến xe Diesel                                                | [ 72 ]      |
| 93       | Bến Thành Bến xe buýt Sài Gòn, Phường Bến Thành                                                   | ↔                                                                    | Bến xe Miền Đông mới Quốc lộ 1A, Phường Long Bình                                              | 26,2 km  | 04:30 - 19:15       | 70 – 80 phút     | 12 – 20 phút         | Samco City H.68 CNG Samco City Hi-Class H.76 CNG | Công ty Cổ phần Xe khách Sài Gòn (SaigonBus)                   | Tiền mặt Thẻ ngân hàng            | Tuyến xe CNG (Hi-Class)                                        | [ 73 ]      |
| 94       | Chợ Lớn Bến xe buýt Chợ Lớn A, Phường Bình Tây                                                    | ↔                                                                    | Bến xe Củ Chi Phan Văn Khải, Xã Tân An Hội                                                     | 36,1 km  | 04:00 - 19:00       | 75 phút          | 12 – 25 phút         | Tracomeco Starbus B55 Golden Dragon B51 Golden Dragon B60 1-5auto Transinco B60KL Samco City I.40 CNG Tracomeco CityBus B40 1-5auto Transinco B80KL | HTX Vận tải 19/5                                               | Tiền mặt                          | Không trợ giá - Xe phục vụ nhu cầu cao (>76 người)             | [ 74 ]      |
| 99       | Chợ Thạnh Mỹ Lợi KDC Thạnh Mỹ Lợi Truong Gia Mo, Phường Cát Lái                                   | ↔                                                                    | Đại học Quốc gia Bến xe buýt khu B, Đại học Quốc gia Phường Đông Hòa                           | 27,5 km  | 05:00 - 19:30       | 65 phút          | 11 – 14 phút         | Golden Dragon B55 | Công ty Cổ phần Xe khách Phương Trang (FutaBusLines)           | Tiền mặt FutaPay                  | Tuyến xe Diesel                                                | [ 75 ]      |
| 100      | Bến xe Củ Chi Phan Văn Khải, Xã Tân An Hội                                                        | ↔                                                                    | Cầu Tân Thái Tỉnh lộ 7, Xã Thái Mỹ                                                             | 16,8 km  | 04:45 - 21:00       | 35 phút          | 8 – 20 phút          | Kim Long B55 | Công ty Cổ phần Xe khách Phương Trang (FutaBusLines)           | Tiền mặt FutaPay                  | Tuyến xe Diesel                                                | [ 76 ]      |
| 101      | Chợ Lớn Bến xe buýt Chợ Lớn B, Phường Bình Tây                                                    | ↔                                                                    | Chợ Tân Nhựt Thế Lữ, Xã Tân Nhựt                                                               | 19,85 km | 05:00 - 20:30       | 55 phút          | 10 – 20 phút         | Kim Long B60 EV | Công ty Cổ phần Xe khách Phương Trang (FutaBusLines)           | Tiền mặt FutaPay                  | Tuyến xe điện                                                  | [ 77 ]      |
| 102      | Bến Thành Bến xe buýt Sài Gòn, Phường Bến Thành                                                   | Nguyễn Văn Linh ↔                                                    | Bến xe Miền Tây Kinh Dương Vương, Phường An Lạc                                                | 32,72 km | 04:30 - 19:00       | 80 phút          | 12 – 20 phút         | Golden Dragon B55 | Công ty Cổ phần Xe khách Phương Trang (FutaBusLines)           | Tiền mặt FutaPay                  | Tuyến xe Diesel                                                | [ 78 ]      |
| 103      | Chợ Lớn Bến xe buýt Chợ Lớn A, Phường Bình Tây                                                    | ↔                                                                    | Bến xe Ngã tư Ga Đỗ Mười, Phường An Phú Đông                                                   | 24,9 km  | 05:00 - 20:30       | 85 phút          | 10 – 15 phút         | Kim Long B30 EV | Công ty Cổ phần Xe khách Phương Trang (FutaBusLines)           | Tiền mặt FutaPay                  | Tuyến xe điện                                                  | [ 79 ]      |
| 104      | Bến xe An Sương Lê Quang Đạo, Xã Bà Điểm                                                          | ↔                                                                    | Bến xe buýt Văn Thánh Nguyễn Văn Thương, Phường Thạnh Mỹ Tây                                   | 16,1 km  | 04:30 - 22:00       | 45 phút          | 6 – 20 phút          | Kim Long B60 EV | Công ty Cổ phần Xe khách Phương Trang (FutaBusLines)           | Tiền mặt FutaPay                  | Tuyến xe điện                                                  | [ 80 ]      |
| 107      | Bến xe Củ Chi Phan Văn Khải, Xã Tân An Hội                                                        | ↔                                                                    | Bố Heo Đầu bến Ngã tư Bố Heo Hương lộ 2, Xã Thái Mỹ                                            | 15,6 km  | 04:45 - 20:00       | 30 phút          | 15 – 30 phút         | Kim Long B55 | Công ty Cổ phần Xe khách Phương Trang (FutaBusLines)           | Tiền mặt FutaPay                  | Tuyến xe Diesel                                                | [ 81 ]      |
| 109      | Bến xe buýt Sài Gòn Phường Bến Thành                                                              | ↔                                                                    | Sân bay Tân Sơn Nhất Bãi xe Nhà ga T3 Sân bay Tân Sơn Nhất Phường Tân Sơn                      | 9,3 km   | 05:30 - 22:40       | 45 phút          | 15 - 25 phút         | Kim Long B30 EV | Công ty Cổ phần Xe khách Phương Trang (FutaBusLines)           | Tiền mặt FutaPay                  | Không trợ giá Tuyến xe điện                                    | [ 82 ]      |
| 110      | Hiệp Phước Bãi xe buýt Cầu Kênh Lộ Nguyễn Văn Tạo, Xã Hiệp Phước                                  | ↔                                                                    | Phước Lộc Bến đò Bảy Bé Đào Sư Tích, Xã Nhà Bè                                                 | 26,3 km  | 05:00 - 19:45       | 65 phút          | 16 – 21 phút         | Samco City I.40 | Công ty Cổ phần Vận tải 26                                     | Tiền mặt Thẻ ngân hàng            | Tuyến xe Diesel                                                | [ 83 ]      |
| 122      | Bến xe An Sương Lê Quang Đạo, Xã Bà Điểm                                                          | ↔                                                                    | Tân Quy Bến xe buýt Tân Quy Tỉnh lộ 8, Xã Bình Mỹ                                              | 19,76 km | 04:45 - 19:30       | 50 phút          | 6 – 12 phút          | Foton AUV B60 CNG | HTX Vận tải 19/5                                               | Tiền mặt                          | Tuyến xe CNG                                                   | [ 84 ]      |
| 126      | Bến xe Củ Chi Phan Văn Khải, Xã Tân An Hội                                                        | ↔                                                                    | Bình Mỹ Cầu Phú Cường, Tỉnh lộ 8, Xã Bình Mỹ                                                   | 19,4 km  | 04:45 - 20:00       | 40 phút          | 8 – 15 phút          | Kim Long B30 EV | Công ty Cổ phần Xe khách Phương Trang (FutaBusLines)           | Tiền mặt FutaPay                  | Tuyến xe điện                                                  | [ 85 ]      |
| 127      | An Thới Đông Bến đò An Thới Đông Xã An Thới Đông                                                  | ↔                                                                    | Ngã ba Bà Xán Bà Xán, Xã Bình Khánh                                                            | 18 km    | 05:30 - 20:00       | 40 phút          | 10 – 30 phút         | Samco City I.40 | HTX Vận tải & Du lịch Thanh Sơn                                | Tiền mặt                          | Tuyến xe Diesel                                                | [ 86 ]      |
| 128      | Tân Điền Trạm y tế ấp Tân Điền Dương Văn Hạnh, Xã An Thới Đông                                    | ↔                                                                    | An Nghĩa Trường trung học phổ thông An Nghĩa Tam Thôn Hiệp, Xã Bình Khánh                      | 24,9 km  | 05:00 - 20:00       | 50 phút          | 8 – 30 phút          | Kim Long B30 | Công ty Cổ phần Xe khách Phương Trang (FutaBusLines)           | Tiền mặt FutaPay                  | Tuyến xe Diesel                                                | [ 87 ]      |
| 139      | Bến xe Miền Tây Kinh Dương Vương, Phường An Lạc                                                   | ↔                                                                    | Khu tái định cư Phú Mỹ Đối diện Block A4 chung cư Kỷ Nguyên Đường D3, Phường Phú Thuận         | 22 km    | 04:45 - 19:00       | 60 – 70 phút     | 15 – 20 phút         | Samco City I.47 | Công ty Cổ phần Xe khách Sài Gòn (SaigonBus)                   | Tiền mặt Thẻ ngân hàng            | Tuyến xe Diesel                                                | [ 88 ]      |
| 140      | Bến xe buýt Sài Gòn Phường Bến Thành                                                              | Phạm Thế Hiển ↔                                                      | Trường Đại học Văn Hiến Nguyễn Văn Linh, Xã Bình Hưng                                          | 21,4 km  | 05:00 - 19:30       | 70 phút          | 20 – 30 phút         | Bahai HC B40 | Công ty Cổ phần Vận tải 26                                     | Tiền mặt Thẻ ngân hàng            | Tuyến xe Diesel                                                | [ 89 ]      |
| 141      | Khu du lịch BCR Tam Đa, Phường Long Phước                                                         | Long Trường ↔                                                        | Khu chế xuất Linh Trung II Bến xe buýt Khu chế xuất Linh Trung 2 Ngô Chí Quốc, Phường Tam Bình | 21,8 km  | 05:00 - 19:30       | 65 phút          | 10 – 15 phút         | Golden Dragon B55 | Công ty Cổ phần Xe khách Phương Trang (FutaBusLines)           | Tiền mặt FutaPay                  | Tuyến xe Diesel                                                | [ 90 ]      |
| 145      | Chợ Lớn Bến xe buýt Chợ Lớn B, Phường Bình Tây                                                    | ↔                                                                    | Chợ Hiệp Thành Bến xe buýt Hiệp Thành Hiệp Thành 17, Phường Tân Thới Hiệp                      | 23 km    | 04:30 - 20:30       | 70 phút          | 12 – 15 phút         | Kim Long B55 | Công ty Cổ phần Xe khách Phương Trang (FutaBusLines)           | Tiền mặt FutaPay                  | Tuyến xe Diesel - Tuyến xe điện                                | [ 91 ]      |
| 146      | Bến xe Miền Đông Đinh Bộ Lĩnh, Phường Bình Thạnh                                                  | ↔                                                                    | Chợ Hiệp Thành Bến xe buýt Hiệp Thành Hiệp Thành 17, Phường Tân Thới Hiệp                      | 19 km    | 04:45 - 20:30       | 65 phút          | 10 – 15 phút         | Kim Long B30 EV | Công ty Cổ phần Xe khách Phương Trang (FutaBusLines)           | Tiền mặt FutaPay                  | Tuyến xe Diesel - Tuyến xe điện                                | [ 92 ]      |
| 148      | Bến xe Miền Tây Kinh Dương Vương, Phường An Lạc                                                   | ↔                                                                    | Gò Vấp Bãi hậu cần số 1 Phan Văn Trị, Phường An Nhơn                                           | 16,7 km  | 04:45 - 19:30       | 50 – 65 phút     | 12 – 18 phút         | Samco City I.51 CNG | Công ty Cổ phần Xe khách Sài Gòn (SaigonBus)                   | Tiền mặt Thẻ ngân hàng            | Tuyến xe CNG                                                   | [ 93 ]      |
| 150      | Chợ Lớn Bến xe buýt Chợ Lớn A, Phường Bình Tây                                                    | ↔                                                                    | Bến xe Miền Đông mới Quốc lộ 1A, Phường Long Bình                                              | 26,6 km  | 04:00 - 22:00       | 70 phút          | 5 – 10 phút          | Samco City H.68 CNG | Công Ty TNHH Dịch Vụ Vận Tải Sinh Thái Vinbus                  | Tiền mặt Thẻ ngân hàng            | Tuyến xe CNG                                                   | [ 94 ]      |
| 151      | Bến xe Miền Tây Kinh Dương Vương, Phường An Lạc                                                   | Quốc lộ 1A ↔                                                         | Bến xe An Sương Lê Quang Đạo, Xã Bà Điểm                                                       | 17,2 km  | 04:00 - 20:00       | 50 phút          | 7 – 15 phút          | Golden Dragon B55 | Công ty Cổ phần Xe khách Phương Trang (FutaBusLines)           | Tiền mặt FutaPay                  | Tuyến xe Diesel                                                | [ 95 ]      |
| 152      | Khu dân cư Trung Sơn Bãi xe Khu dân cư Trung Sơn Đường số 10, Xã Bình Hưng                        | Bến Thành ↔                                                          | Sân bay Tân Sơn Nhất Bãi xe Ga Quốc tế Sân bay Tân Sơn Nhất Trường Sơn, Phường Tân Sơn Hòa     | 14,55 km | 05:15 - 19:00       | 50 – 55 phút     | 12 – 18 phút         | Tracomeco Citybus B40 | Công ty TNHH Du lịch, Dịch vụ Xây dựng Bảo Yến (Bao Yen Group) | Tiền mặt Thẻ ngân hàng Ví điện tử | Tuyến xe Diesel                                                | [ 96 ]      |
| 153      | Bến tàu thủy Bình An Đường số 21, Phường An Khánh                                                 | ↔                                                                    | Đường Liên Phường Ngã 4 Liên Phường - Bưng Ông Thoàn, Phường Long Trường                       | 16,7 km  | 05:00 - 22:00       | 55 phút          | 10 – 15 phút         | Kim Long B30 EV | Công ty Cổ phần Xe khách Phương Trang (FutaBusLines)           | Tiền mặt FutaPay                  |                                                                | [ 97 ]      |
| 154      | Khu dân cư Thạnh Mỹ Lợi Đường Trương Gia Mô, Phường Cát Lái                                       | Ga Metro Rạch Chiếc ↔ Masteri An Phú                                 | Khu dân cư Thạnh Mỹ Lợi Đường Trương Gia Mô, Phường Cát Lái                                    | 17,3 km  | 05:00 - 22:05       | 55 phút          | 10 – 15 phút         | Kim Long B30 EV | Công ty Cổ phần Xe khách Phương Trang (FutaBusLines)           | Tiền mặt FutaPay                  | Tuyến vòng kín 2 chiều                                         | Lượt đi     |
| 155      | Bến Thành Ga Bến Thành, Phường Bến Thành                                                          | Nhà hát Thành phố ↔                                                  | Bến Thành Ga Bến Thành, Phường Bến Thành                                                       | 6,4 km   | 05:00 - 22:00       | 35 phút          | 15 – 20 phút         | Kim Long B30 EV | Công ty Cổ phần Xe khách Phương Trang (FutaBusLines)           | Tiền mặt FutaPay                  | Tuyến vòng kín 1 chiều                                         | [ 99 ]      |
| 156      | Bến Thành Ga Bến Thành, Phường Bến Thành                                                          | Ga Hòa Hưng (Ga Sài Gòn) ↔                                           | Bến Thành Ga Bến Thành, Phường Bến Thành                                                       | 7,35 km  | 05:00 - 22:05       | 30 phút          | 15 – 20 phút         | Kim Long B30 EV | Công ty Cổ phần Xe khách Phương Trang (FutaBusLines)           | Tiền mặt FutaPay                  | Tuyến vòng kín 2 chiều                                         | Lượt đi     |
| 157      | Bến xe buýt Văn Thánh Nguyễn Văn Thương, Phường Thạnh Mỹ Tây                                      | Cục thuế Thành phố Hồ Chí Minh ↔ Chung cư Đức Khải                   | Bến xe buýt Văn Thánh Nguyễn Văn Thương, Phường Thạnh Mỹ Tây                                   | 15,7 km  | 05:00 - 22:05       | 55 phút          | 10 – 15 phút         | Kim Long B30 EV | Công ty Cổ phần Xe khách Phương Trang (FutaBusLines)           | Tiền mặt FutaPay                  | Tuyến vòng kín 2 chiều                                         | Lượt đi     |
| 158      | Bến xe buýt Văn Thánh Nguyễn Văn Thương, Phường Thạnh Mỹ Tây                                      | Cư xá Thanh Đa ↔                                                     | Bến xe buýt Văn Thánh Nguyễn Văn Thương, Phường Thạnh Mỹ Tây                                   | 9,8 km   | 05:00 - 22:00       | 25 – 30 phút     | 10 – 15 phút         | Kim Long B30 EV | Công ty Cổ phần Xe khách Phương Trang (FutaBusLines)           | Tiền mặt FutaPay                  | Tuyến vòng kín 1 chiều                                         | [ 102 ]     |
| 159      | Ga Văn Thánh Hẻm 56 Điện Biên Phủ, Phường Thạnh Mỹ Tây                                            | Chung cư Ngô Tất Tố ↔ Ngã tư Hàng Xanh                               | Ga Văn Thánh Hẻm 56 Điện Biên Phủ, Phường Thạnh Mỹ Tây                                         | 5,2 km   | 05:00 - 22:00       | 20 phút          | 10 – 15 phút         | Kim Long B30 EV | Công ty Cổ phần Xe khách Phương Trang (FutaBusLines)           | Tiền mặt FutaPay                  | Tuyến vòng kín 1 chiều                                         | [ 103 ]     |
| 160      | Ga Văn Thánh Hẻm 56 Điện Biên Phủ, Phường Thạnh Mỹ Tây                                            | Vinhomes Central Park ↔                                              | Ga Văn Thánh Hẻm 56 Điện Biên Phủ, Phường Thạnh Mỹ Tây                                         | 4,1 km   | 05:00 - 22:00       | 15 phút          | 15 – 20 phút         | Kim Long B30 EV | Công ty Cổ phần Xe khách Phương Trang (FutaBusLines)           | Tiền mặt FutaPay                  | Tuyến vòng kín 1 chiều                                         | [ 104 ]     |
| 161      | Bến xe buýt Văn Thánh Nguyễn Văn Thương, Phường Thạnh Mỹ Tây                                      | ↔                                                                    | Bến xe Ngã tư Ga Đỗ Mười, Phường An Phú Đông                                                   | 15,25 km | 05:00 - 22:05       | 50 – 55 phút     | 8 – 15 phút          | Kim Long B60 EV | Công ty Cổ phần Xe khách Phương Trang (FutaBusLines)           | Tiền mặt FutaPay                  |                                                                | [ 105 ]     |
| 162      | Bến xe buýt Ga Bình Thái Đường Song hành Xa lộ Hà Nội, Phường Phước Long                          | Chung cư Man Thiện ↔ Trường Trung học cơ sở Hoa Lư                   | Bến xe buýt Ga Bình Thái Đường Song hành Xa lộ Hà Nội, Phường Phước Long                       | 9,5 km   | 05:00 - 22:05       | 30 phút          | 10 – 15 phút         | Kim Long B30 EV | Công ty Cổ phần Xe khách Phương Trang (FutaBusLines)           | Tiền mặt FutaPay                  | Tuyến vòng kín 2 chiều                                         | Lượt đi     |
| 163      | Bến xe buýt Ga Bình Thái Đường Song hành Xa lộ Hà Nội, Phường Phước Long                          | Trung học Cơ sở Phước Bình ↔ Cao đẳng Công Thương                    | Bến xe buýt Ga Bình Thái Đường Song hành Xa lộ Hà Nội, Phường Phước Long                       | 8 km     | 05:00 - 22:00       | 25 phút          | 10 – 15 phút         | Kim Long B30 EV | Công ty Cổ phần Xe khách Phương Trang (FutaBusLines)           | Tiền mặt FutaPay                  | Tuyến vòng kín 2 chiều                                         | Lượt đi     |
| 164      | Trường Đại học Nông Lâm Đỗ Mười, Phường Linh Xuân                                                 | Ga Metro Khu Công nghệ cao ↔ Chung cư Topaz                          | Trường Đại học Nông Lâm Đỗ Mười, Phường Linh Xuân                                              | 10,4 km  | 05:00 - 22:00       | 35 phút          | 10 – 15 phút         | Kim Long B30 EV | Công ty Cổ phần Xe khách Phương Trang (FutaBusLines)           | Tiền mặt FutaPay                  | Tuyến vòng kín 2 chiều                                         | Lượt đi     |
| 165      | Trường Đại học Nông Lâm Đỗ Mười, Phường Linh Xuân                                                 | Khu Công nghệ cao ↔                                                  | Trường Đại học Nông Lâm Đỗ Mười, Phường Linh Xuân                                              | 19,8 km  | 05:00 - 22:00       | 60 phút          | 10 – 15 phút         | Kim Long B30 EV | Công ty Cổ phần Xe khách Phương Trang (FutaBusLines)           | Tiền mặt FutaPay                  | Tuyến vòng kín 1 chiều                                         | [ 109 ]     |
| 166      | Đại học Quốc gia Bến xe buýt khu A, Đại học Quốc gia Phường Đông Hòa                              | Ga Đại học Quốc Gia ↔ Đại học Bách Khoa                              | Đại học Quốc gia Bến xe buýt khu A, Đại học Quốc gia Phường Đông Hòa                           | 8,2 km   | 05:00 - 22:05       | 30 phút          | 15 - 20 phút         | Kim Long B60 EV | Công ty Cổ phần Xe khách Phương Trang (FutaBusLines)           | Tiền mặt FutaPay                  | Tuyến vòng kín 2 chiều                                         | Lượt đi     |
| 167      | Trường Đại học Nông Lâm Đỗ Mười, Phường Linh Xuân                                                 | Khu Chế xuất Linh Trung 1 ↔ Ga Metro Khu Công nghệ cao               | Trường Đại học Nông Lâm Đỗ Mười, Phường Linh Xuân                                              | 13,15 km | 05:00 - 22:05       | 55 phút          | 7 - 15 phút          | Kim Long B60 EV | Công ty Cổ phần Xe khách Phương Trang (FutaBusLines)           | Tiền mặt FutaPay                  | Tuyến vòng kín 2 chiều                                         | Lượt đi     |
| 168      | Bến xe buýt Ga Bình Thái Đường Song hành Xa lộ Hà Nội, Phường Phước Long                          | Đại học Sư phạm Kỹ thuật Thành phố ↔ Nhà Thiếu nhi Thành phố Thủ Đức | Bến xe buýt Ga Bình Thái Đường Song hành Xa lộ Hà Nội, Phường Phước Long                       | 6,3 km   | 05:00 - 22:05       | 25 phút          | 10 - 15 phút         | Kim Long B30 EV | Công ty Cổ phần Xe khách Phương Trang (FutaBusLines)           | Tiền mặt FutaPay                  | Tuyến vòng kín 2 chiều                                         | Lượt đi     |
| 169      | Bến xe buýt Ga Bình Thái Đường Song hành Xa lộ Hà Nội, Phường Phước Long                          | Vincom Thủ Đức ↔ Cảng Phúc Long                                      | Bến xe buýt Ga Bình Thái Đường Song hành Xa lộ Hà Nội, Phường Phước Long                       | 7,9 km   | 05:00 - 22:05       | 25 phút          | 10 - 15 phút         | Kim Long B30 EV | Công ty Cổ phần Xe khách Phương Trang (FutaBusLines)           | Tiền mặt FutaPay                  | Tuyến vòng kín 2 chiều                                         | Lượt đi     |
| D4       | VinHomes Grand Park KDC VinHomes Grand Park, Phường Long Bình                                     | ↔                                                                    | Bến Thành Bến xe buýt Sài Gòn, Phường Bến Thành                                                | 29,5 km  | 05:00 - 22:00       | 80 phút          | 15 - 20 phút         | Vinfast Greenbus 10 | Công Ty TNHH Dịch Vụ Vận Tải Sinh Thái Vinbus                  | Tiền mặt Thẻ ngân hàng            | Tuyến xe điện                                                  | [ 114 ]     |

## Các tuyến liên tỉnh

### Đi Đồng Nai
| Tuyến      | Đầu bến                                           | Đầu bến | Đầu bến                                                           | Cự ly   | Thời gian hoạt động | Thời gian chuyến | Giãn cách    | Loại xe                                                                                             | Đơn vị đảm nhiệm                                                                                  | Ghi chú       | Nguồn   |
| ---------- | ------------------------------------------------- | ------- | ----------------------------------------------------------------- | ------- | ------------------- | ---------------- | ------------ | --------------------------------------------------------------------------------------------------- | ------------------------------------------------------------------------------------------------- | ------------- | ------- |
| 5          | Chợ Lớn Bến xe buýt Chợ Lớn A, Phường Bình Tây    | ↔       | Bến xe Biên Hòa Nguyễn Ái Quốc, Phường Trấn Biên, Đồng Nai        | 38 km   | 04:50 - 17:50       | 100 phút         | 20 – 50 phút | Samco City I.40                                                                                     | Công Ty Cổ Phần Tổng Công Ty Vĩnh Phú (Vitrac)                                                    | Không trợ giá | [ 115 ] |
| 60-1 (601) | Bến xe Miền Tây Kinh Dương Vương, Phường An Lạc   | ↔       | Bến xe Biên Hòa Nguyễn Ái Quốc, Phường Trấn Biên, Đồng Nai        | 62,2 km | 04:45 - 18:30       | 130 phút         | 20 – 40 phút | Tracomeco Citybus B40                                                                               | Công ty Cổ phần Xe khách Phương Trang (FutaBusLines)                                              | Không trợ giá | [ 116 ] |
| 60-2 (602) | Trường Đại học Nông Lâm Đỗ Mười, Phường Linh Xuân | ↔       | Bến xe Phú Túc Quốc lộ 20, Xã Thống Nhất, Đồng Nai                | 71 km   | 05:00 - 18:30       | 124 phút         | 10 – 30 phút | Bahai HC B40 (2014) Samco City BG4i Samco City BG7i Samco City BG4w Samco City BG7w Samco City I.47 | HTX Vận tải xe buýt & du lịch Quyết Tiến HTX Vận tải du lịch số 22 HTX Dịch vụ Vận tải Thống Nhất | Không trợ giá | [ 117 ] |
| 60-3 (603) | Bến xe Miền Đông Đinh Bộ Lĩnh, Phường Bình Thạnh  | ↔       | Khu công nghiệp Nhơn Trạch Tôn Đức Thắng, Xã Nhơn Trạch, Đồng Nai | 56 km   | 04:45 - 18:00       | 110 phút         | 25 – 30 phút | GAZelle Next B24                                                                                    | Công ty Cổ phần Xe khách Phương Trang (FutaBusLines)                                              | Không trợ giá | [ 118 ] |
| 60-5 (605) | Bến xe An Sương Lê Quang Đạo, Xã Bà Điểm          | ↔       | Bến xe Biên Hòa Nguyễn Ái Quốc, Phường Trấn Biên, Đồng Nai        | 37,4 km | 05:00 - 18:00       | 80 phút          | 30 – 40 phút | GAZelle Next B24                                                                                    | Công ty Cổ phần Xe khách Phương Trang (FutaBusLines)                                              | Không trợ giá | [ 119 ] |
| 60-7 (607) | Bến xe Miền Đông mới Quốc lộ 1A, Phường Long Bình | ↔       | Bến xe Biên Hòa Nguyễn Ái Quốc, Phường Trấn Biên, Đồng Nai        | 21,4 km | 04:30 - 20:30       | 50 phút          | 10 – 20 phút | GAZelle Next B24                                                                                    | Công ty Cổ phần Xe khách Phương Trang (FutaBusLines)                                              | Không trợ giá | [ 120 ] |

### Đi Bình Dương (cũ)
| Tuyến        | Đầu bến                                           | Đầu bến            | Đầu bến                                                                         | Cự ly   | Thời gian hoạt động                                    | Thời gian chuyến | Giãn cách     | Loại xe                              | Đơn vị đảm nhiệm                                         | Ghi chú       | Nguồn   |
| ------------ | ------------------------------------------------- | ------------------ | ------------------------------------------------------------------------------- | ------- | ------------------------------------------------------ | ---------------- | ------------- | ------------------------------------ | -------------------------------------------------------- | ------------- | ------- |
| 61-3 (613)   | Bến xe An Sương Lê Quang Đạo, Xã Bà Điểm          | ↔                  | Thủ Dầu Một Bến xe khách Bình Dương Đường 30/4, Phường Thủ Dầu Một              | 34 km   | 06:00 - 16:30                                          | 75 phút          | 90 phút       | Samco BG7                            | HTX Vận tải du lịch số 22                                | Không trợ giá | [ 121 ] |
| 61-8 (618)   | Bến xe Miền Đông Đinh Bộ Lĩnh, Phường Bình Thạnh  | ↔                  | Thủ Dầu Một Bến xe khách Bình Dương Đường 30/4, Phường Thủ Dầu Một              | 22 km   | 04:30 - 19:40                                          | 50 - 60 phút     | 25 – 60 phút  | Tracomeco Citybus B35 CNG            | Công ty Cổ phần Phương Trinh                             | Không trợ giá | [ 122 ] |
| 61-9 (619)   | Bến xe Miền Đông mới Quốc lộ 1A, Phường Long Bình | Suối Tiên ↔        | Thủ Dầu Một Bến xe khách Bình Dương Đường 30/4, Phường Thủ Dầu Một              | 33 km   | 05:40 - 17:20                                          | 80 phút          | 60 – 100 phút | Damco B50 MS2                        | Công ty Cổ phần Vận tải Bình Dương                       | Không trợ giá | [ 123 ] |
| 61-05 (6105) | Bến xe Miền Đông mới Quốc lộ 1A, Phường Long Bình | Đại học Quốc gia ↔ | Thủ Dầu Một Bến xe khách Bình Dương Đường 30/4, Phường Thủ Dầu Một              | 30 km   | 05:35 - 18:20                                          | 70 phút          | 75 – 140 phút | Bahai AH B40 1-5auto NewCity B40 CNG | Công ty Cổ phần Phương Trinh Công ty TNHH Phúc Gia Khang | Không trợ giá | [ 124 ] |
| 61-77 (6177) | Bến xe Miền Đông mới Quốc lộ 1A, Phường Long Bình | Dĩ An ↔            | Thành phố mới Bình Dương Trạm trung chuyển Hikari Lý Thái Tổ, Phường Bình Dương | 37,2 km | 05:40 - 18:40 (Thứ 2 - Thứ 7) 06:20 - 18:40 (Chủ Nhật) | 90 phút          | 45 – 120 phút | Samco City D.52 CNG                  | Công ty TNHH Xe buýt Becamex Tokyu                       | Không trợ giá | [ 125 ] |

### Đi Tây Ninh
| Tuyến        | Đầu bến                                         | Đầu bến     | Đầu bến                                                          | Cự ly    | Thời gian hoạt động | Thời gian chuyến | Giãn cách      | Loại xe | Đơn vị đảm nhiệm                                                                                          | Ghi chú                                            | Nguồn   |
| ------------ | ----------------------------------------------- | ----------- | ---------------------------------------------------------------- | -------- | ------------------- | ---------------- | -------------- | --- | --- | -------------------------------------------------- | ------- |
| 62-1 (621)   | Chợ Lớn Bến xe buýt Chợ Lớn A, Phường Bình Tây  | ↔           | Bến xe Tân Trụ Cao Thị Mai, Xã Tân Trụ, Tây Ninh                 | 47,5 km  | 05:10 - 18:30       | 75 phút          | 24 – 60 phút   | Bahai AH B40 Daewoo BS090 Daewoo GDW6901HG Samco City I.47 Bahai HC B40 (2012) | Công ty Cổ phần vận tải thành phố (Citranco) · HTX Vận tải Liên tỉnh & Du lịch Việt Thắng                 | Không trợ giá - Xe phục vụ nhu cầu cao (>76 người) | [ 126 ] |
| 62-2 (622)   | Chợ Lớn Bến xe buýt Chợ Lớn B, Phường Bình Tây  | ↔           | Ngã 3 Tân Lân Bến xe Ngã 3 Tân Lân ĐT826, Xã Cần Đước, Tây Ninh  | 34 km    | 03:50 - 18:55       | 75 phút          | 15 – 30 phút   | Bahai B50 Bahai HC B40 (2012) Bahai HC B40 (2014) Samco City BG7 Samco City BG7w Samco City I.47 | HTX Vận tải Thanh Bình                                                                                    | Không trợ giá - Xe phục vụ nhu cầu cao (>76 người) | [ 127 ] |
| 62-3 (623)   | Bến xe Củ Chi Phan Văn Khải, Xã Tân An Hội      | ↔           | Bến xe Hậu Nghĩa Đường 3/2, Xã Hậu Nghĩa, Tây Ninh               | 16 km    | 04:00 - 18:30       | 35 phút          | 25 – 30 phút   | Samco City I.40 Samco City I.47 | HTX Vận tải 19/5                                                                                          | Không trợ giá - Xe phục vụ nhu cầu cao (>76 người) | [ 128 ] |
| 62-5 (625)   | Bến xe An Sương Lê Quang Đạo, Xã Bà Điểm        | ↔           | Bến xe Hậu Nghĩa Đường 3/2, Xã Hậu Nghĩa, Tây Ninh               | 31,76 km | 04:00 - 19:30       | 70 phút          | 12 – 25 phút   | Samco City I.47 | HTX Vận tải 19/5                                                                                          | Không trợ giá - Xe phục vụ nhu cầu cao (>76 người) | [ 129 ] |
| 62-6 (626)   | Chợ Lớn Bến xe buýt Chợ Lớn B, Phường Bình Tây  | ↔           | Bến xe Hậu Nghĩa Đường 3/2, Xã Hậu Nghĩa, Tây Ninh               | 36 km    | 05:20 - 14:25       | 90 phút          | 305 – 390 phút | - | HTX Xe khách liên tỉnh Miền Tây                                                                           | Không trợ giá - Xe phục vụ nhu cầu cao (>76 người) | [ 130 ] |
| 62-7 (627)   | Chợ Lớn Bến xe buýt Chợ Lớn A, Phường Bình Tây  | ↔           | Bến xe Đức Huệ Huỳnh Công Thân, Xã Đông Thành, Tây Ninh          | 52 km    | 04:50 - 17:00       | 115 phút         | 20 – 60 phút   | Bahai B50 Bahai AH B70 Hoang Tra B40 Nadibus B42 Tanda B50 1-5auto Transinco B45 Daewoo BS090 1-5auto Transinco B2E Samco City BG7 Samco City I.47                                                                 | HTX Vận tải Thủy bộ Đông Thành HTX Vận tải Đức Hòa                                                        | Không trợ giá - Xe phục vụ nhu cầu cao (>76 người) | [ 131 ] |
| 62-8 (628)   | Chợ Lớn Bến xe buýt Chợ Lớn A, Phường Bình Tây  | ↔           | Tân An Bến xe khách Long An Quốc lộ 1A, Phường Long An, Tây Ninh | 42 km    | 04:30 - 19:30       | 80 phút          | 19 – 35 phút   | Bahai CA B65 Bahai CA B70 Bahai CA B80 Damco B50 MS2 Daewoo GDW6901HG Daewoo BC095 Golden Dragon XML6845J13C Hongha B60KL Thaco TB94CT Thaco HB115 Hyundai New Super Aero City CNG Samco City BG7w Samco City I.47 | Công ty Cổ phần Vận tải Long An (Latraco) HTX Xe khách liên tỉnh Miền Tây HTX Vận tải đường bộ Trung Dũng | Không trợ giá - Xe phục vụ nhu cầu cao (>76 người) | [ 132 ] |
| 62-10 (6210) | Chợ Lớn Bến xe buýt Chợ Lớn A, Phường Bình Tây  | ↔           | Thanh Vĩnh Đông Bến xe Thanh Vĩnh Đông Xã Thuận Mỹ, Tây Ninh     | 69 km    | 03:53 - 18:23       | 140 phút         | 30 phút        | Bahai AH B60 Daewoo BS090 Daewoo BC095 Daewoo GDW6901HG Golden Dragon XML6845J13C Samco City BG7w Samco City I.47                                                                                                  | HTX Vận tải Châu Thành                                                                                    | Không trợ giá - Xe phục vụ nhu cầu cao (>76 người) | [ 133 ] |
| 62-11 (6211) | Bến xe buýt Quận 8 Quốc lộ 50, Phường Bình Đông | ↔           | Tân Tập Bến xe Tân Tập DT19, Xã Tân Tập, Tây Ninh                | 36,4 km  | 05:15 - 16:30       | 90 phút          | 150 – 195 phút | Samco City I.47 Samco City I.40 Golden Dragon XML6845J13C | HTX GTVT Đồng Tâm                                                                                         | Không trợ giá - Xe phục vụ nhu cầu cao (>76 người) | [ 134 ] |
| 70-1 (701)   | Bến xe Củ Chi Phan Văn Khải, Xã Tân An Hội      | ↔           | Bến xe Tây Ninh Trưng Nữ Vương, Phường Tân Ninh, Tây Ninh        | 66 km    | 03:00 - 19:00       | 107 – 115 phút   | 20 – 25 phút   | Bahai AH B40 Bahai HC B40 (2012) Daewoo GDW6901HG Thaco KB90LF Thaco TB94CT 1-5auto Transinco B40KL | HTX Du lịch Vận tải Đồng Tiến HTX Vận tải xe buýt & Du lịch Quyết Tiến                                    | Không trợ giá - Xe phục vụ nhu cầu cao (>76 người) | [ 135 ] |
| 70-2 (702)   | Bến xe Củ Chi Phan Văn Khải, Xã Tân An Hội      | Tòa Thánh ↔ | Khu du lịch Núi Bà Đen Bời Lời, Phường Bình Minh, Tây Ninh       | 73 km    | 02:55 - 19:00       | 105 phút         | 20 – 30 phút   | Samco City I.40 Samco City I.51 Samco City I.47 | HTX Vận tải 19/5                                                                                          | Không trợ giá - Xe phục vụ nhu cầu cao (>76 người) | [ 136 ] |

### Đi Đồng Tháp
| Tuyến      | Đầu bến                                            | Đầu bến | Đầu bến                                                     | Cự ly   | Thời gian hoạt động | Thời gian chuyến | Giãn cách    | Loại xe | Đơn vị đảm nhiệm | Ghi chú       | Nguồn   |
| ---------- | -------------------------------------------------- | ------- | ----------------------------------------------------------- | ------- | ------------------- | ---------------- | ------------ | --- | --- | ------------- | ------- |
| 62-9 (629) | Bến xe buýt Quận 8 Quốc lộ 50, Phường Bình Đông    | ↔       | Gò Công Bến xe Gò Công Đồng Khởi, Phường Gò Công, Đồng Tháp | 38.2 km | 03:15 - 19:00       | 100 phút         | 15 – 30 phút | Bahai AH B60 Bahai CA B70 Daewoo BC095 Daewoo BS090 Daewoo BS106 Daewoo BC212MA Daewoo BC312MB Deawoo GDW6900HG Daewoo GDW6901HG Golden Dragon XML6925J15C Thaco HB115 Thaco TB94CT Thaco HC112L 1-5auto Transinco B55 Hyundai New Super Aero City CNG Samco City I.40 (2012) | HTX Du lịch & Vận tải số 4 HTX Vận tải Đồng Hiệp HTX GTVT Gò Công Tây HTX Xe khách liên tỉnh Miền Tây HTX Vận tải Thủy bộ Toàn Thắng | Không trợ giá | [ 137 ] |
| 63-1 (631) | Bến xe buýt Tân Phú Trường Chinh, Phường Tây Thạnh | ↔       | Bến xe Tiền Giang Ấp Bắc, Phường Đạo Thạnh, Đồng Tháp       | 85 km   | 04:45 - 18:15       | 180 phút         | 20 – 30 phút | GAZelle City B26 | Công ty Cổ phần Xe khách Phương Trang (FutaBusLines)                                                                                 | Không trợ giá | [ 138 ] |

### Đi Vũng Tàu
| Tuyến      | Đầu bến                                                                                    | Đầu bến         | Đầu bến                                            | Cự ly  | Thời gian chuyến | Thời gian hoạt động | Giãn cách    | Loại xe                     | Đơn vị đảm nhiệm                                   | Ghi chú       | Nguồn   |
| ---------- | ------------------------------------------------------------------------------------------ | --------------- | -------------------------------------------------- | ------ | ---------------- | ------------------- | ------------ | --------------------------- | -------------------------------------------------- | ------------- | ------- |
| 72-1 (721) | Sân bay Tân Sơn Nhất Bãi xe Ga Quốc tế Sân bay Tân Sơn Nhất Trường Sơn, Phường Tân Sơn Hòa | Đường cao tốc ↔ | Bến xe Vũng Tàu Nam Kỳ Khởi Nghĩa, Phường Vũng Tàu | 108 km | 150 phút         | 04:00 - 23:00       | 15 - 60 phút | Haeco K29S GAZelle Next B20 | Công ty Cổ phần đầu tư AVI Công ty TNHH Toàn Thắng | Không trợ giá | [ 139 ] |
| 72-2 (722) |                                                                                            |                 |                                                    |        |                  |                     |              |                             |                                                    | Không trợ giá |         |